# Spectral
Spectral è il terzo album del gruppo melodic death metal svedese Skyfire, pubblicato nel 2004 dall'Arise Records.
L'edizione coreana contiene le tracce Patterns, Skyfire (2003 Pusan Rock Festival Live) e Mind Revolution (2003 Pusan Rock Festival Live).

## Tracce
1. Conjuring the Thoughts – 6:26
2. Effusion of Strength – 3:01
3. Shivering Shade – 4:24
4. Cursed by Belief – 4:05
5. Awake – 4:04
6. Void of Hope – 5:49
7. A Dead Mans Race – 6:01
8. Shadow Creator – 4:30
9. Tranquillity's Maze – 4:54

## Formazione
- Joakim Karlsson - voce
- Martin Hanner - chitarra, tastiere
- Andreas Edlund - chitarra, tastiere
- Joakim Jonsson - batteria, chitarra
- Jonas Sjögren - basso